# Rubén Pérez (kolarz)
Ruben Perez Moreno (ur. 30 października 1981 w Zaldibar) – hiszpański kolarz szosowy. Startuje w barwach baskijskiej drużyny Euskaltel-Euskadi. Od 2005 roku należy do zawodowego peletonu.
Ma za sobą starty w dwóch wielkich Tourach: Tour de France i Vuelta a España. W obydwóch startował dwukrotnie. Jego najwyższym miejscem w klasyfikacji generalnej była 41 pozycja w hiszpańskim wyścigu w 2008 roku. Jego jak do tej pory największym sukcesem było zajęcie wysokiego 5 miejsca w Clasica de Almería – klasyku rozgrywanym w Hiszpanii.

## Najważniejsze zwycięstwa i sukcesy
- 2005 – 8 w X Clasica Internacional „Txuma”; 12 w Subida Urkiola
- 2006 – 7 w Clasica de Ordizia; 15 w Klasika Primavera; 69 w klasyfikacji generalnej Vuelta a España
- 2007 – 50 w klasyfikacji generalnej Tour de France
- 2008 – 13 w Clasica a los Puertos; 41 w klasyikacji generalnej Vuelta a España; 91 w klasyfikacji generalnej Tour de France
- 2009 – 5 w Clasica de Almería